# Ana Maria Nabuco
Ana Maria Nabuco (Paris, 20 de janeiro de 1936 - São Paulo, 16 de setembro de 2017) foi uma atriz brasileira. 

## Biografia
Nasceu em Paris, a 20 de janeiro de 1936, filha de mãe francesa e pai brasileiro. Mudou-se para o Brasil em 1941. Seu irmão Maurício Nabuco também era ator. 
Em 1953 começara a trabalhar como modelo em desfiles de grifes. Como atriz estreou em 1957 no filme Arara Vermelha, de Tom Payne. Em teatro estreou no ano seguinte ao integrar o elenco da peça A Mulher do Outro, com direção de Augusto Boal e com Sadi Cabral, Lélia Abramo dentre outros. 
Já em televisão estreou em 1958 participando do Grande Teatro Tupi. Em 1962 foi para a TV Cultura. Em 1965 atua em Eu Quero Você, na TV Excelsior. 
Após casar-se em 1968, abandonou a carreira artística. 
Faleceu em 16 de setembro de 2017, na cidade de São Paulo, devido a problemas de insuficiência respiratória. 

## Filmografia

### Cinema
| Ano  | Título                     | Personagem    |
| ---- | -------------------------- | ------------- |
| 1968 | O Homem Nu                 | Magali        |
| 1968 | Anuska, Manequim e Mulher  | Atriz         |
| 1960 | Cidade Ameaçada            | —             |
| 1960 | Pistoleiro Bossa Nova      | Lúcia         |
| 1958 | Cara de Fogo               | Rosalina      |
| 1958 | Chofer de Praça            | Iolanda       |
| 1958 | O Cantor e o Milionário    | Garota        |
| 1957 | Uma Certa Lucrécia         | Cosetta       |
| 1957 | Love Slaves of the Amazons | Rainha Conori |
| 1957 | Arara Vermelha             | Tilde         |

### Televisão
| Ano       | Título                    | Personagem         | Nota        |
| --------- | ------------------------- | ------------------ | ----------- |
| 1966      | O Amor Tem Cara de Mulher | —                  |             |
| 1965      | Eu Quero Você             | Laura              |             |
| 1962      | O Príncipe de Nassau      | —                  |             |
| 1958-1959 | Grande Teatro Tupi        | Vários personagens | 8 episódios |

## Teatro[6]
- 1967 - Os Pais Abstratos
- 1967 - O Estranho Casal
- 1966/1967 - O Fardão
- 1965/1966 - Música, Divina Música
- 1965 - Vestido de Noiva
- 1965 - O Berço do Herói
- 1964 - Toda Donzela Tem Um Pai que É Uma Fera
- 1964 - Boeing, Boeing
- 1964 - Ritmo e Cores
- 1960 - Mulheres do Crepúsculo
- 1959 - Sexy
- 1959 - Viagem a Três
- 1958 - Vestido de Noiva
- 1958 - A Mulher do Outro
- 1957 - A Hora da Fantasia

## Prêmios e Indicações
| Ano  | Prêmio                      | Indicação               | Trabalho        | Resultado | ref   |
| ---- | --------------------------- | ----------------------- | --------------- | --------- | ----- |
| 1958 | Prêmio Cidade de São Paulo  | Melhor Atriz Secundária | Cara de Fogo    | Venceu    | [ 7 ] |
| 1959 | Prêmio Governador do Estado | Melhor Atriz Secundária | Chofer de Praça | Venceu    | [ 8 ] |